# Réarrangement diénone-phénol
Un réarrangement diénone-phénol est une réaction organique publiée par les chimistes allemands Karl von Auwers et Karl Ziegler en 1921. Un exemple bien connu de ce type de réactions est le réarrangement d'une cyclohexadiénone 4,4-disubstituée en phénol 3,4-disubstitué stable en présence d'un acide. Une réaction semblable est possible avec une cyclohexadiénone 2,2-disubstituée en son phénol disubstitué correspondant. Ce genre de réarrangement est généralement spontané à moins que le déplacement d'un substituant en position 3 soit bloqué par un substituant déjà en place.

(en) Réarrangement d'une cyclohexadiénone 4,4-disubstituée en haut, et 2,2-disubstituée en bas.

Le mécanisme réactionnel de ce réarrangement est décrit en quatre étapes, représentées ci-dessous :

La 2,5-cyclohexadién-1-one 4,4-disubstituée (1) est protonée pour donner un ion oxonium réactif (2). La charge positive se propage ensuite à l'atome de carbone en position 1 (3) jusqu'à l'atome en position 4, induisant le réarrangement de l'un des deux subsituants, la molécule étant finalement stabilisée par déprotonation (4).
La mobilité différentielle des couples de substituants en position 4,4 ou en position 2,2 peut être déterminée en comparant la stabilité relative des carbocations intermédiaires formés au cours des réarrangements. En condition acide, on a par exemple observé les mobilités relatives suivantes : COOEt > phényle ou alkyle ; phényle > méthyle ; vinyle > méthyle ; méthyle > alcoolate et alcoolate > phényle.